# Ecuación de Darcy-Weisbach
En dinámica de fluidos, la ecuación de Darcy-Weisbach es una ecuación empírica que relaciona la pérdida de carga hidráulica (o pérdida de presión) debido a la fricción a lo largo de una tubería dada con la velocidad media del flujo del fluido. La ecuación obtiene su nombre en honor al francés Henry Darcy y al alemán Julius Weisbach (ingenieros que proporcionaron las mayores aportaciones en el desarrollo de tal ecuación).
Contiene un factor adimensional, conocido como el factor de fricción de Darcy o de Darcy-Weisbach, el cual es cuatro veces el factor de fricción de Fanning (en honor al ingeniero estadounidense John Fanning), con el cual no puede ser confundido.

## Definición
La ecuación de Darcy-Weisbach es una ecuación ampliamente usada en hidráulica. Permite el cálculo de la pérdida de carga debida a la fricción dentro una tubería llena. La ecuación fue inicialmente una variante de la ecuación de Prony, desarrollada por el francés Henry Darcy. En 1845 fue refinada por Julius Weisbach, de Sajonia.
Esta fórmula permite la evaluación apropiada del efecto de cada uno de los factores que inciden en la pérdida de energía en una tubería. Es una de las pocas expresiones que agrupan estos factores. La ventaja de ésta fórmula es que puede aplicarse a todos los tipos de flujo hidráulico (laminar, transicional y turbulento), debiendo el coeficiente de fricción tomar los valores adecuados, según corresponda.

### Fórmula general
La forma general de la ecuación de Darcy-Weisbach es:
| Símbolo               | Nombre                                        | Unidad |
| --------------------- | --------------------------------------------- | ------ |
| {\displaystyle h_{f}} | Pérdida de carga debida a la fricción         | m      |
| {\displaystyle f}     | Factor de fricción de Darcy                   |        |
| {\displaystyle L}     | Longitud de la tubería                        | m      |
| {\displaystyle D}     | Diámetro interno de la tubería                | m      |
| {\displaystyle u}     | Velocidad media del fluido                    | m / s  |
| {\displaystyle g}     | Aceleración de la gravedad (≈ 9,80665 m / s2) | m / s2 |

Ecuaciones empíricas, principalmente la ecuación de Hazen-Williams, son ecuaciones que, en la mayoría de los casos, eran significativamente más fáciles de calcular. No obstante, desde la llegada de las calculadoras la facilidad de cálculo no es mayor problema, por lo que la ecuación de Darcy-Weisbach es la preferida.
Previo al desarrollo de la computación otras aproximaciones como la ecuación empírica de Prony eran preferibles debido a la naturaleza implícita del factor de rozamiento.

### Fórmula en función del caudal
La fórmula de Darcy–Weisbach puede ser escrita, en función del caudal {\displaystyle Q}, como:

{\displaystyle h_{f}=f{\frac {8\cdot L\cdot Q^{2}}{g\cdot \pi ^{2}\cdot D^{5}}}}

La fórmula de Darcy–Weisbach puede ser reescrita en el formato estándar de pérdida de carga como:

{\displaystyle h_{f}=\left({f{\frac {8}{g\cdot \pi ^{2}\cdot D^{5}}}}\right)\cdot L\cdot Q^{2}}

o simplificando por el valor estándar de {\displaystyle g} para el sistema internacional de unidades
siendo:
{\displaystyle B=\left({f{\frac {8}{g\cdot \pi ^{2}\cdot D^{5}}}}\right)}
{\displaystyle R=B\cdot L}
{\displaystyle n=2}

### Fórmula estándar de la pérdida de carga
La pérdida de carga hidráulica o de energía en una conducción forzada o tubería es igual a:
| Símbolo                   | Nombre |
| ------------------------- | --- |
| {\displaystyle h_{f_{i}}} | Pérdida de carga o de energía en una tubería |
| {\displaystyle B_{i}}     | Coeficiente en función del diámetro de tubería y de un factor de pérdida adimensional (En algunos casos se considera el Número de Reynolds) |
| {\displaystyle L_{i}}     | Longitud de tubería |
| {\displaystyle Q_{i}}     | Caudal que circula por la tubería |
| {\displaystyle n}         | Exponente que afecta al caudal. Usualmente este toma el valor de 2, como en la fórmula de Darcy-Weisbach. En otros casos adquiere un valor fraccionario o decimal, como en la fórmula de Hazen-Williams (lo que hace alusión a su origen estadístico) |

La fórmula estándar de la pérdida de carga hidráulica o de energía en una conducción forzada debe ser reescrita en la forma resumida:

(1){\displaystyle h_{f_{i}}=R_{i}\cdot (Q_{i})^{n}}

siendo:
{\displaystyle h_{f_{i}}} ~ Pérdida de Carga o de energía en una tubería
{\displaystyle R_{i}} ~ Rugosidad hidráulica, cuyo valor esta en función de la Longitud, el Diámetro de tubería y de un factor de pérdida adimensional, según diversos autores.
{\displaystyle Q_{i}} ~ Caudal que circula por la tubería.
{\displaystyle n} ~ Exponente que afecta al caudal. Usualmente este toma el valor de 2, como en la fórmula de Darcy-Weisbach. En otros casos adquiere un valor fraccionario o decimal, como en la fórmula de Hazen-Williams.
La expresión estándar presentada aquí, es una forma general de agrupar a casi todas las fórmulas existentes para el cálculo de la pérdida de carga en una conducción cerrada.
El teorema de Oros establece una relación de afinidad entre sistemas eléctricos simples (circuitos de resistores en serie y paralelo, sistemas mixtos serie-paralelo y/o paralelo-serie) con los sistemas de tuberías en serie y paralelo, sistemas mixtos de tuberías serie-paralelo y/o paralelo-serie.
La Pérdida de carga {\displaystyle h_{f}}, el Caudal {\displaystyle Q} circulante por la tubería y la Rugosidad de las tuberías {\displaystyle R}, están relacionados entre sí.

### La pérdida de carga por rugosidad hidráulica
Para comprender el concepto de Rugosidad Hidráulica, se deben considerar las siguientes observaciones:
- la viscosidad del fluido es uniforme a través del sistema de tubería. Esta magnitud física solo es afectada directamente por la temperatura del mismo fluido;
- la temperatura del fluido es uniforme a través del sistema de tuberías, mientras circula a través del sistema de tuberías;
- los efectos combinados de la viscosidad y de la temperatura no ejercen influencia sobre el comportamiento físico del flujo en el sistema de tuberías.

La “rugosidad hidráulica”, en su nueva concepción debe ser igual a:

{\displaystyle R_{i}=B_{i}\cdot L_{i}}

Reescribiendo la fórmula de la pérdida de carga hidráulica o de energía, esta toma la forma:

(2){\displaystyle h_{f_{i}}=R_{i}\cdot (Q_{i})^{n}}

Que es la forma reducida de la fórmula de la pérdida de carga hidráulica o de energía, presentada en (1).

## Factor de fricción
El factor de fricción {\displaystyle f} es adimensional y varía de acuerdo a los parámetros de la tubería (rugosidad y diámetro) y del tipo de flujo (número de Reynolds).

### Para flujos laminares
Como consecuencia de la Ley de Poiseuille, {\displaystyle f} se relaciona con el número de Reynolds ({\displaystyle Re}) como:

{\displaystyle f={\frac {64}{Re}}}

### Para flujo en transición y turbulento
Para un número de Reynolds 2300 < {\displaystyle Re} < 4000, se considera que el fluido presenta régimen de flujo transicional. En la zona de transición, los valores de {\displaystyle f} son inciertos, ya que el flujo se comporta de manera dual, laminar y turbulentamente, mostrando gran inestabilidad.
Para {\displaystyle Re} > 4000, en el régimen de flujo turbulento,  muchos investigadores se han esforzado en calcular {\displaystyle f} tanto a partir de resultados de experimentos propios como de resultados obtenidos por otros investigadores.
La ecuación más usada para calcular el factor de fricción en este tipo de régimen de flujo es la Ecuación de Colebrook-White.